# Kobra/Delirio
Kobra/Delirio è un singolo della cantante italiana Donatella Rettore, pubblicato nel 1980 come 45 giri dall'etichetta Ariston Records, e incluso nell'album Magnifico delirio, uscito nello stesso anno. 

## Il singolo

### Composizione e successo
Il brano, scritto dalla stessa Rettore su musica di Claudio Rego, ebbe uno straordinario successo, diventando una delle canzoni più note del repertorio dell'artista. Il disco si posizionò in breve tempo alla 4ª posizione dei singoli più venduti in Italia e Germania.
La canzone Kobra vince anche l'edizione del Festivalbar del 1980, cioè proprio l'anno in cui è uscita, per la categoria donne, arrivando seconda in classifica.
Nel 2007 il brano è stato inserito tra le 50 Canzonissime-Fenomeno di sempre, nel programma TV condotto da Carlo Conti su Rai 1.

### Censura
Da molti considerata scandalosa per il suo testo ironico e ricco di doppi sensi a sfondo sessuale, la canzone suscitò un'iniziale ondata di proteste, che non riusciranno ad ottenere nient'altro che l'omissione del verso conclusivo ("Quando amo", assente, peraltro, soltanto dalla riproduzione scritta del testo nella busta interna dell'album).

### 45 giri
Il Lato B del singolo è Delirio, scritto sempre dagli stessi autori e anch'esso inserito nell'album.

## Tracce
Lato A
1. Kobra – 3:25 (Donatella Rettore - Claudio Rego)

Durata totale: 3:25
Lato B
1. Delirio – 3:44 (Donatella Rettore - Claudio Rego)

Durata totale: 3:44

## Classifiche

### Kobra
| Classifica (1980) | Posizione massima |
| ----------------- | ----------------- |
| Italia            | 5                 |

### Classifiche di fine anno
| Classifica (1980) | Posizione |
| ----------------- | --------- |
| Italia            | 16        |